# Demo Beriša
Demo Beriša, cyr. Демо Бериша (ur. 17 kwietnia 1963 w Peciu) – serbski wojskowy i działacz społeczny narodowości albańskiej, od 2025 minister praw człowieka, mniejszości i dialogu społecznego.

## Życiorys
Absolwent szkoły wojskowej w Sarajewie, odbył też szkolenie specjalistyczne w Pančevie. Uzyskał również dyplom z ekonomii w Nowym Sadzie. W latach 1982–2005 był zawodowym wojskowym w ramach armii jugosłowiańskiej i serbskiej. Od 2006 pracował w sektorze prywatnym.
W 2014 objął funkcję prezesa stowarzyszenia Matica Albanaca Srbije. Za swoją ojczyznę uznał Serbię, deklarując się jako przeciwnik niepodległości Kosowa, co skutkowało krytyką ze strony kosowskich mediów.
W 2023 został doradcą ministra praw człowieka, mniejszości i dialogu społecznego. Wszedł później w skład rady inicjatywnej powołanego przez prezydenta Aleksandara Vučicia ruchu Pokret za narod i državu. W kwietniu 2025 powołany na stanowisko ministra praw człowieka, mniejszości i dialogu społecznego w rządzie Đura Macuta.